# Mediop Ndiaye
Mediop Ndiaye (Saint-Louis, 2 giugno 1991) è un calciatore senegalese, attaccante del Timișul Șag.

## Carriera

### Club
Il 3 agosto 2020 viene acquistato a titolo definitivo dalla squadra rumena dell'Argeș Pitești.